# Gustaph
Pour les articles homonymes, voir Gustave.
Stef Caers, dit Steffen et Gustaph, né le 5 juillet 1980 à Louvain, est un auteur-compositeur-interprète et professeur de chant belge.

## Biographie
Stef Caers suit des études secondaires à Academie voor Muziek-Woord-Dans van Heist-op-den-Berg. Il obtient un diplôme de producteur au conservatoire de musique de Gand. À l'âge de dix-neuf ans, toujours pendant ses études, il connaît le succès en 2000 sous le nom de Steffen avec le titre Gonna Lose You. Ce single atteint la 22e place de l'Ultratop 50 Singles flamand et est souvent diffusé sur les stations de radio Radio 2 et Donna. Il remporte le Radio 2 Zomerhit (nl) dans la catégorie Het debuut cette année-là avec cette chanson. Son single suivant, Sweetest Thing, est un succès plus modeste : la chanson n'atteint que l'Ultratip. Il déclare plus tard que ses chansons de l'époque où il se faisait appeler Steffen — qu'il a écrites à l'âge de seize ans — ne correspondent pas entièrement à son style. L'industrie musicale lui a clairement fait comprendre qu'il devait garder son homosexualité secrète pour ne pas nuire à sa popularité,.

### Concours Eurovision de la chanson
Il se rend deux fois au Concours Eurovision de la chanson en tant que choriste. En 2018 avec Sennek (A Matter of Time) et en 2021 avec Hooverphonic (The Wrong Place). Il a également été coach vocal pour Geike Arnaert de Hooverphonic Dans les deux cas, il n'était pas sur scène,. En janvier 2023, il se nomme Gustaph pour participer à Eurosong 2023, la présélection flamande pour le Concours Eurovision de la chanson 2023. Comme les autres candidats, il avait auparavant sorti deux chansons, à savoir The Nail et Because of You. Après avoir chanté les deux titres dans les tours préliminaires, le jury, composé d'autres candidats, lui a recommandé de chanter Because of You lors de l'émission du 14 janvier 2023 en direct au Palais 12 à Bruxelles, ce qu'il accepte. Gustaph remporte l'Eurosong 2023 avec un point d'avance sur The Starlings (nl), faisant de lui le candidat belge au Concours Eurovision de la chanson à Liverpool au Royaume-Uni où il finira 7e du concours avec 182 points au total.
La VRT l'avait précédemment sollicité pour Eurosong, plus précisément pour l'édition 2016, mais il n'était pas disponible.